# Чуваський Сускан
Чуваський Сускан (рос. Чувашский Сускан) — село в Мелекеському районі Ульяновської області Російської Федерації.
Населення становить 261 особу. Входить до складу муніципального утворення Рязановське сільське поселення.

## Історія
Від 2004 року входить до складу муніципального утворення Рязановське сільське поселення.

## Населення
| 1897 | 1911  | 1926  | 1989 | 1996 | 2002 | 2010 |
| ---- | ----- | ----- | ---- | ---- | ---- | ---- |
| 2180 | ↗2596 | ↘2365 | ↘504 | ↘482 | ↘384 | ↘261 |